# David Harvey (rugbista)
David Neil Harvey (Brisbane, 20 maggio 1982) è un ex rugbista a 15 australiano internazionale per il Brasile, che giocava nel ruolo di mediano d'apertura.

## Biografia
Nato a Brisbane da madre brasiliana e nipote di Neil, crickettista australiano, Harvey praticò in gioventù, oltre alla disciplina paterna e al rugby a 15 anche il 13 e il 7.
Rappresentò l'Australia alle IRB Sevens World Series del 2007 e nel 2008; nel 2007 prese parte, vincendolo nelle file dei Central Coast Rays, all'effimero Australian Rugby Championship, campionato che si tenne per una sola stagione; nel 2009 fu in Italia ingaggiato dall'Amatori Milano all'epoca in serie A1 con il viatico di miglior giocatore di club del Nuovo Galles del Sud in due stagioni, 2008 e 2011.
Dopo le difficoltà finanziarie che nel 2011 portarono il club milanese alla retrocessione in serie B, Harvey si trasferì in Francia al Narbona per poi, pochi mesi più tardi, firmare un accordo con la franchise australiana del Western Force come rimpiazzo per quattro incontri per far fronte agli infortuni che avevano lasciato il club scoperto nel ruolo di mediano d'apertura.
A seguire rimase in Australia dapprima al Warringah, poi al West Harbour, squadra erede del Central Coast Rays e, dal 2015, ai Greater Sydney Rams; dal 2014 detiene anche il passaporto brasiliano essendosi reso disponibile a rappresentare il Paese di origine di sua madre nella selezione a 7 impegnata nel relativo torneo ai Giochi Olimpici di Rio de Janeiro del 2016.

## Palmarès
- Australian Rugby Championship: 1
Central Coast Rays: 2007